# Прапор Чуднівського району
Пра́пор Чу́днівського райо́ну — офіційний символ Чуднівського району Житомирської області, затверджений 20 лютого 2004 року рішенням сесії Чуднівської районної ради.

## Опис
Прапор — це прямокутне полотнище із співвідношенням сторін 2:3, що складається з чотирьох рівних прямокутників, в два ряди, блакитного і червоного кольорів поперемінно. У центрі полотнища розміщено жовтий хрест, ширина перекладин якого становить 1/10 ширини прапора, поверх нього зображено герб району.
Герб виглядає як щиток: в жовтому полі з блакитним вищербленим краєм розташований чорний тетерук з розпростертими крилами, білими очима і червоними чубчиком та дзьобом. На його грудях знаходиться щиток, в якому на блакитному полі зображено білий замок з двома вежами, над ним — озброєна шаблею рука в обладунках. Над шаблею білими літерами виконано напис «ЧУДНІВ».
Автор прапора, нині покійний, краєзнавець Гайдаш Юрій Захарович.